# أولاد يحيى (أولاد يحيى لكراير)
أولاد يحيى هي إحدى مشيخات المملكة المغربية، تتبع جغرافيا لإقليم زاكورة وإداريًا لأولاد يحيى لكراير. يقدر عدد سكانها بـ 29026 نسمة حسب الإحصاء الرسمي للسكان والسكنى لسنة 2004.